# Alén Space
Alén Space est une entreprise espagnole du secteur du NewSpace, localisée à Nigrán (Galice, Espagne). Alén Space conçoit, construit et développe des logiciels et du matériel pour satellites artificiels. Depuis 2008, la société construit des nanosatellites en dessous des exigences du CubeSat.

## Historique
Alén Space a été créée en 2007 grâce à une initiative conjointe entre l'Instituto Nacional de Técnica Aeroespacial (INTA) et les personnes intéressées par le lancement d'un satellite miniature ou d'un nano-satellite devant servir à l'Internet des objets (IoT), la surveillance des aéronefs (en), et le renseignement d'origine électromagnétique avancé (SIGINT), qui permet d'analyser les spectre et d'identifier les signaux provenant de la Terre et de l'espace extra-atmosphérique. Grâce à cette initiative, le Strategic Aerospace Group de l'Université de Vigo a été fondé. Il est composé d'une équipe de différents départements et dirigé par Fernando Aguado. La conception et la fabrication de Xatcobeo ont commencé en 2012, qui est devenu le premier nano-satellite espagnol.

## Satellites développés
- Xatcobeo (2012)[3]
- Humsat-D (2013)
- DustCube (2015–16)
- Serpens (2015)
- Lume-1 (2018)[4]